# La Rectoria (Granera)

La Rectoria, respecte del poble i terme de Granera

La Rectoria és una edificació del terme municipal de Granera, a la comarca del Moianès. Pertany a la parròquia de Sant Martí de Granera, i n'era la residència del rector.
Està situada a 660,8 metres d'altitud al Barri de l'Església, al costat sud de l'església de Sant Martí de Granera, amb la qual està comunicada, i davant per davant de l'actual Casa de la Vila -les antigues escoles- del poble.
S'hi accedeix per una pista asfaltada que arrenca cap a l'oest de 80 metres al sud-oest de la capella de Santa Cecília i en uns 200 metres de recorregut arriba a l'esplana del costat de ponent de l'església.
A migdia del serradet on està situada la Rectoria i l'església de Sant Martí s'estén la vall del torrent de la Rectoria.